# 고생대

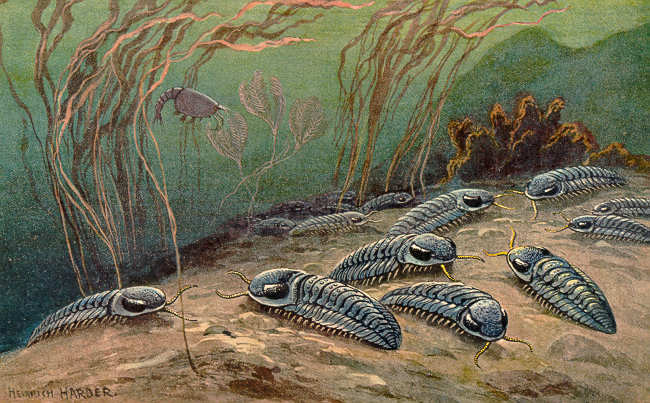

고생대(古生代, Paleozoic Era)는 5억 4100만년 전부터 2억 5천2백만년 전까지의 지질 시대를 말한다. 고생대 이전을 신원생대(선캄브리아시대)이후를 중생대라고 한다. 고생대는 지질시대의 6.3%를 차지한다

## 지질학
지금으로부터 5억 4100만 년 전부터 2억 5200만 년 전까지의 시대로서, 초기부터 캄브리아기 ·오르도비스기 ·실루리아기 ·데본기 ·석탄기•페름기의 6기(紀)로 구분된다. 캄브리아기에서 실루리아기까지의 시대를 구고생대, 데본기에서 페름기까지의 시대를 신고생대라고 한다. 구고생대층은 영국의 웨일스 지역에서 최초로 조사되어 세계적인 모식지(模式地)로 선정되어 있고, 데본계와 석탄계하부층은 중부 유럽의 바리스칸 지향사(地向斜) 지역에 잘 발달되어 국제 표준지역이 되어 있다.
상부석탄계와 페름기는 러시아의 우랄산맥 서부지역에 발달된 해성층이 세계적인 모식지로 인정되고 있다. 고생대층은 특히 퇴적암류가 우세하고, 무척추동물이 크게 번성하였다.
캄브리아기 초기에는 여러 종류의 무척추동물이 돌연히 출현하여 선캄브리아대와는 뚜렷한 변화를 나타내고 있다.
그러나 캄브리아기에는 아직 대부분 동물의 각질부가 석회질보다는 유기질로 되어 있으며, 주로 삼엽충(三葉蟲)과 완족동물(腕足動物)이 지배적이었다. 오르도비스기에는 세계적으로 필석퇴적상(筆石堆積相)과 각질퇴적상이 발달하여 전자는 주로 필석류를 수반하는 흑색 셰일로, 후자는 주로 삼엽충 ·완족류 및 두족류(頭足類)의 화석을 가진 석회질암으로 되었다. 이 시대의 무척추동물은 석회질로 된 각질부를 이루었고, 특히 척추동물의 시조인 원시어류가 최초로 출현하였다.
실루리아기 후기에는 최초의 육상식물과 육상생물(다지아문과 협각아문 그리고 갑각류)이 출현하였고, 데본기에는 어류와 절지동물이 크게 번성하였고 최초의 곤충이 출현했으며, 이 시대의 후기에는 양서류가 최초로 출현하였다. 석탄기에는 양치식물 ·석송류(石松類) ·유절류(有節類) 등이 크게 번성하였고, 하루살이와 메가네우라와 같은 고시하강 곤충들이 번성하였으며, 산란관이 달린 바퀴벌레 등 날개가 달린 신시하강의 곤충 역시 나타났다. 척추동물의 경우 파충류가 최초로 출현하였다. 페름기에는 외시류 곤충들이 번성하였고, 완전변태를 하는 곤충류가 나타나기 시작했다. 페름기 말에는 삼엽충 ·사방산호(四放珊瑚) ·판상산호 ·방추충 등이 절멸하고, 완족동물 ·바다나리 ·앵무조개류등 해양 무척추동물군의 큰 쇠퇴현상이 있었다. 곤충류는 11개 목이 절멸했다.
선캄브리아대 최후기에 있었던 세계적인 한랭 현상은 캄브리아기 초기까지 계속되었으나, 그 후 온난기가 지속되어 실루리아기에는 고위도 지역까지 산호초가 발달하였다. 석탄기에 유럽과 북아메리카 대륙에서는 열대 및 아열대성의 습윤한 기후가 우세하였고, 페름기에는 건조한 기후가 지배적이었다.
그러나 이 시대의 남반구 곤드와나 대륙에서는 빙하가 크게 발달하는 한랭한 기후가 형성되었다. 실루리아기 후기에 유럽의 북서부인 노르웨이 ·스코틀랜드 등에서 칼레도니아 조산운동이, 중국 남부에서는 광서운동(廣西運動)이 일어났고, 석탄기와 페름기에 걸쳐 중남부 유럽에서는 바리스칸 조산운동이 있었다. 북아메리카 대륙의 동부 애팔래치아 지향사에서는 오르도비스기 후기에 타코닉 변란, 데본기 후기에 아카디안 변란 등의 조산운동이 각각 일어났다.

## 한국
한국에는 고생대 전기에 퇴적된 조선 누층군과 후기에 퇴적된 평안 누층군이 분포한다.